# Гута-Шкляна (Сілезьке воєводство)
Гута-Шкляна (пол. Huta Szklana) — село в Польщі, у гміні Крочиці Заверцянського повіту Сілезького воєводства.
Населення — 66 осіб (2011).
У 1975-1998 роках село належало до Ченстоховського воєводства.

## Демографія
Демографічна структура станом на 31 березня 2011 року:
|          | Загалом | Допрацездатний вік | Працездатний вік | Постпрацездатний вік |
| -------- | ------- | ------------------ | ---------------- | -------------------- |
| Чоловіки | 36      | 11                 | 22               | 3                    |
| Жінки    | 30      | 5                  | 18               | 7                    |
| Разом    | 66      | 16                 | 40               | 10                   |